# Pasaporte biológico
El pasaporte biológico de un atleta es un registro electrónico individual para atletas profesionales, en el que se recopilan los perfiles de marcadores biológicos de dopaje y los resultados de las pruebas de dopaje durante un período de tiempo. Las violaciones de dopaje pueden detectarse observando variaciones de los niveles establecidos de un atleta fuera de los límites permisibles, en lugar de probar e identificar sustancias ilegales.
Aunque la terminología de pasaporte biológico es reciente, el uso de marcadores biológicos de dopaje tiene una larga historia en la lucha antidopaje. Quizás el primer marcador de dopaje, que trata de detectar una sustancia prohibida que no se basa en su presencia en la orina o en la sangre, sino a través de las desviaciones inducidas en los parámetros biológicos, es la denominada relación testosterona sobre epitestosterona (T/E). El T/E ha sido utilizado por las autoridades deportivas desde principios de la década de 1980 para detectar esteroides anabólicos en muestras de orina. Una década más tarde, en 1997, algunas federaciones internacionales introdujeron marcadores de dopaje sanguíneo, como Unión Ciclista Internacional (UCI) y Federación Internacional de Esquí, para disuadir el uso indebido de eritropoyetina recombinante que era indetectable por medios directos en ese momento. No fue hasta 2002 que el concepto de usar marcadores biológicos para detectar el dopaje se conoció con el término de pasaporte de atleta. Los méritos de este paradigma de prueba fueron expuestos en la literatura científica y la terminología adoptada por la agencia mundial de lucha contra el dopaje.
Muchos creen que el pasaporte del atleta ofrece una excelente alternativa para garantizar la equidad en los deportes de élite. Si bien se debe desarrollar y validar una nueva prueba de detección de drogas para cada nueva, la principal ventaja del pasaporte biológico es que se basa en la estabilidad de la fisiología del ser humano. Los nuevos medicamentos se producen a un ritmo sin precedentes en la actualidad y con frecuencia hay un retraso de varios años entre la disponibilidad de un nuevo medicamento y la aplicación de un método de detección eficaz. En contraste, la fisiología del ser humano sigue siendo la misma a lo largo de varias generaciones y todos los biomarcadores desarrollados hoy en el pasaporte biológico de los atletas seguirán siendo válidos durante al menos varias décadas. Por ejemplo, el módulo de sangre del pasaporte ya es sensible a cualquier nueva forma futura de eritropoyetina recombinante, así como a cualquier forma de dopaje genético que mejore la transferencia de oxígeno a los músculos. Además, si bien una prueba de detección de drogas negativa no significa necesariamente que el atleta no se drogó, el atleta puede presentar su pasaporte al comienzo de una competencia para confirmar que competirá en su condición natural e inalterada.
El pasaporte biológico recibió mucha atención cuando su módulo de sangre se estableció al comienzo de la temporada de carreras de 2008 por la UCI. En mayo de 2008, se reveló que 23 ciclistas estaban bajo sospecha de dopaje después de la primera fase de los análisis de sangre realizados con el nuevo pasaporte biológico. El módulo de sangre del pasaporte del atleta tiene como objetivo detectar cualquier forma de dopaje sanguíneo, el módulo de esteroides cualquier forma de dopaje con esteroides anabólicos y el módulo endocrino cualquier modificación del eje de la hormona de crecimiento / IGF-1. Sin embargo, cada uno de estos módulos se encuentra en diferentes pasos de desarrollo, validación y aplicación en los deportes.

## Prueba de pasaporte biológico de un atleta
Según la Agencia Mundial Antidopaje, el pasaporte biológico de un atleta se requiere para establecer si un atleta está manipulando sus variables fisiológicas sin detectar una sustancia o método en particular. El pasaporte biológico utiliza el enfoque estandarizado de la toma de muestras de orina para determinar el abuso de esteroides. El objetivo de esta prueba es identificar a los atletas en un módulo hematológico y un módulo esteroideo.
El módulo hematológico analiza ciertos marcadores en el cuerpo que identifican la mejora del transporte de oxígeno. Los marcadores específicos para los que el módulo analiza, incluyen el hematocrito, la hemoglobina, el recuento de glóbulos rojos, el porcentaje de reticulocitos, el recuento de reticulocitos, el volumen corpuscular medio, la hemoglobina corpuscular media, el ancho medio de distribución de glóbulos rojos y la fracción de reticulocitos inmaduros.
El módulo de esteroides recopila información sobre marcadores para el dopaje de esteroides y tiene como objetivo identificar los esteroides androgénicos anabólicos endógenos. Los marcadores específicos para los que el módulo analiza incluyen testosterona, epitestosterona, la proporción de testosterona / epitestosterona, androsterona y etiocolanolona
La Agencia Mundial Antidopaje lanzó recientemente la lista de sustancias prohibidas de 2014 y entrará en vigencia el 1 de enero. En la nueva lista, la agencia modificó las definiciones de los esteroides exógenos y endógenos que se están probando en el módulo de esteroides del pasaporte biológico.

## Ciclismo

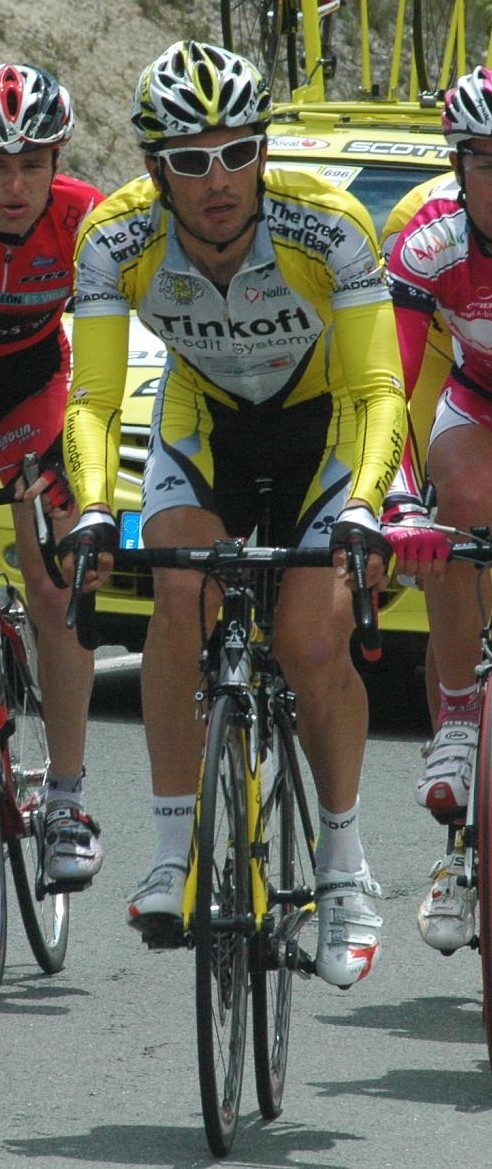
Ricardo Serrano fue uno de los primeros cinco ciclistas para los que la UCI abrió un caso en contra en 2009 por su registro en el pasaporte biológico

### Reglas sobre el paradero de los ciclistas
Bajo las nuevas reglas, los corredores registrados deben proporcionar a la Unión Ciclista Internacional información diaria sobre su ubicación y proporcionar una ventana de una hora para posibles pruebas. Deben enviar un formulario cada trimestre que indique dónde estarán todos los días del siguiente trimestre y deben notificar a la UCI si cambian su paradero en cualquier momento. Esto significa que la información de paradero provista en las presentaciones de paradero es precisa y lo suficientemente detallada para permitir que cualquier Organización Antidopaje relevante lo ubique para realizar pruebas en cualquier día en ese período de tiempo. Este es el programa de pruebas más invasivo en la historia de cualquier deporte, pero la UCI considera que esta invasión de la privacidad está justificada, ya que los regímenes antidopaje implementados anteriormente no han podido detectar todas las violaciones de dopaje.

## Atletismo
La Asociación Internacional de Federaciones de Atletismo introdujo en sus Atletas programa de Pasaporte Biológico en 2009, y  anunciaron la primera sanción bajo el pasaporte en mayo de 2012. El corredor de maratón portugués Hélder Ornelas se convirtió en el primer atleta de pista y campo en ser suspendido por dopaje basado en el pasaporte biológico. Recibió una suspensión de cuatro años en mayo de 2012.

## Triatlón
En 2012 la USADA sancionó al triatleta americano Mark Fretta "después de variaciones en su perfil de sangre longitudinal individual así como otra evidencia documental que indicó el uso de agentes estimulantes de eritropoyesis". Fretta Recibió una prohibición de cuatro años, y sus resultados desde el 18 de agosto de 2010 le fueron anulados.

## Fútbol
En 2014, el pasaporte biológico fue introducido en la Copa Mundial de Fútbol de 2014, en donde muestras de sangre y orina de todos los jugadores antes del certamen y de dos jugadores por equipo en cada partido fueron analizadas por el Laboratorio suizo para Análisis Dopantes.